# Phare des Héaux de Bréhat
Pour les articles homonymes, voir Bréhat (homonymie).
Construit par l’ingénieur Léonce Reynaud en 1840 sur les récifs des Épées de Tréguier, à la pointe du sillon de Talbert, le phare des Héaux de Bréhat signale l’extrémité ouest de la baie de Saint-Brieuc et balise l’entrée du chenal du Trieux vers l’île de Bréhat, dans les Côtes-d'Armor.
Le phare fait l’objet d’un classement au titre des monuments historiques depuis le 23 mai 2011,.

## Historique
La Commission des phares décide de construire un phare sur le récif des Épées de Tréguier en 1831 et confie la construction d’un ouvrage provisoire à un charpentier de Saint-Brieuc. L’ouvrage, un feu fixe blanc, sera livré en 1832 et le devis largement dépassé en raison des difficultés rencontrées et de la dangerosité de l’endroit ; la zone est en effet encerclée de courants violents et les déferlantes y sont redoutables. En un an, la charpente provisoire est en ruine et, en avril 1834, Augustin Fresnel demande à Léonce Reynaud, jeune ingénieur de 32 ans des ponts et chaussées, de rédiger le projet d’une tour définitive. Il s’agit de construire un phare « de premier ordre » sur un rocher submergé à chaque marée.
Le projet de Reynaud est audacieux et ne ressemble en rien aux archétypes architecturaux de l’époque, essentiellement britanniques dans ce domaine. Le bâtiment est fait de deux volumes distincts : un premier bloc, très massif est construit sur le modèle des phares britanniques d’Eddystone et de Bell Rock, une tour plus légère place ensuite la lanterne à sa hauteur définitive.
Les blocs de granite sont taillés à terre, numérotés puis acheminés sur place pour y être assemblés. Les difficultés rencontrées sont nombreuses : plusieurs entrepreneurs résilient leur contrat devant les dangers rencontrés, la pose de la première pierre est repoussée à cause du mauvais temps, des grèves arrêtent le chantier en octobre 1838, et le budget prévu par l’administration est en fin de compte largement dépassé. Sur l'îlot, les conditions de travail sont infernales pour la soixantaine d'ouvriers. Reynaud choisit alors de les loger sur une plate forme maçonnée de 80 m2, construite entre deux aiguilles culminant à 4 m au dessus du niveau des hautes mers. Il y installe, d'une part, des logements, un magasin, une chambre pour les conducteurs , une cuisine, un garde manger et un réfectoire. Le dortoir des ouvriers est épouvantable : la salle de 10 m sur 3 m héberge jusqu'à 30 hommes sur deux niveaux de hamacs. Pas de toilettes, un seul bain par mois "obligatoire" ! avant la seule journée de congé. Nous avons oublié ces "forçats des phares". Les ruines de leurs logements sont encore visibles sur l'île. 
Le phare aura finalement coûté 531 679,28 francs, non compris la lanterne et l'appareil optique. Le feu s’illumine enfin le 1er février 1840, en haut d’une tour massive de 47 mètres. Le 18 juin 1903, il devient phare à éclat blanc, avec une période de 4 secondes.

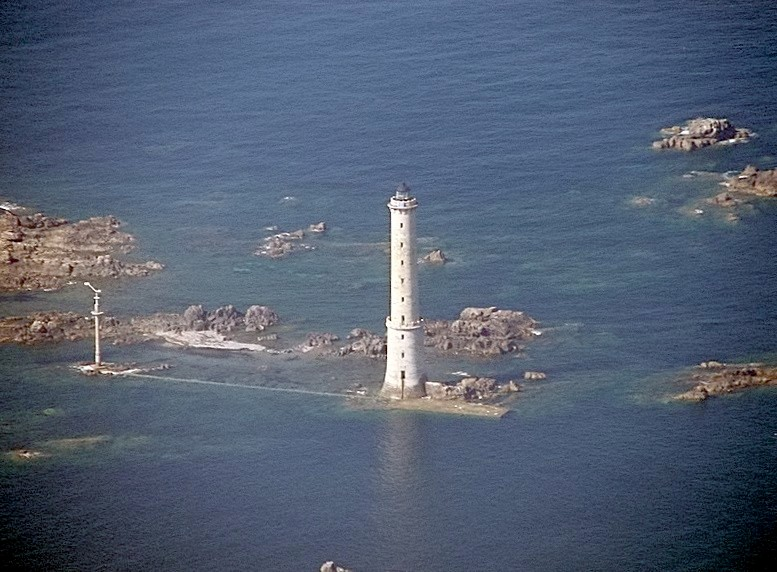
Vue aérienne du phare en 2007.

En août 1944, les Allemands font sauter le haut de la tour à la dynamite ; 15 mètres de phare disparaissent dans les vagues, mais la tour est vite reconstruite et surélevée d’un étage pour atteindre les 57 mètres actuels. La période passe à 5 secondes. Le feu est automatisé en 1982.
Après le phare du plateau du Four, construit en 1822, c’est le plus ancien phare français de haute mer, mais il le dépasse de plus de 30 mètres.

### Bibliographique
- Quatrefages (Armand de), « Souvenirs d’un naturaliste : L’Île de Bréhat, le phare des Héhaux », Revue des deux Mondes, vol. 5,‎ 1844, p. 599-638 (lire en ligne).
- L'histoire de tous les phares de France, Francis Dreyer, Jean-Christophe Fichou. Editions Ouest-France. p. 121,122, 123,124.